# Прапор Мурованого (Самбірський район)
Прапор Мурованого — офіційний символ села Муроване, Самбірського району Львівської області, затверджений 30 квітня 1996 року рішенням сесії Мурованської сільської ради.
Автор — А. Гречило.

## Опис
Квадратне полотнище, яке складається з трьох вертикальних смуг — білої, зеленої та білої (співвідношення їхніх ширин становить 1:4:1), на зеленому фоні біла замкова брама з відкритими воротами і двома вежами, на кожній з яких по 4 мерлони та по одній бійниці.

## Зміст
Для символів використано сюжет із печаток містечка з другої половини ХІХ ст., що розповідає про його історію та свідчить про оборонне значення і наявність тут замка.